# Paul Lucas (explorateur)
Pour les articles homonymes, voir Paul Lucas et Lucas.
Paul Lucas, né à Rouen le 31 août 1664 et mort à Madrid le 12 mai 1737, est un explorateur, cartographe et dessinateur français.

## Biographie
Comme son contemporain Jean Chardin, Paul Lucas est le fils d'un orfèvre de Paris.
Il nait à Rouen le 31 août 1664 et semble avoir commencé très jeune ses voyages puisque avant la rédaction de son premier voyage, il a déjà voyagé, peut-être comme corsaire, mais cela n'est pas prouvé, en Méditerranée, au Levant pour y trouver des pierres précieuses, en Égypte et en Turquie. De cette période il laisse trois récits. Dans le premier, il prétend avoir visité la haute Égypte vers 1699 ; dans le deuxième, il explore le Fayoum (1704) et dans le dernier, il parcourt la vallée du Nil qu'il tente de remontrer le plus loin possible.
Il bénéficie rapidement de protections à la Cour et c'est à Madame qu'il dédiera son premier ouvrage. Les récits de Paul Lucas, qui n'est pas un fin lettré, sont rédigés par les arrangeurs Charles César Baudelot de Dairval, Étienne Fourmon dit l'aîné et l’abbé Antoine Banier. Son œuvre est ainsi une composition à plusieurs mains mais les rédacteurs ont surtout réécrit à partir de son carnet de voyage. Il publie ainsi en 1704, chez l'imprimeur-éditeur Guillaume Vandive, imprimeur du Dauphin, le compte rendu du voyage effectué de juin 1699 à juillet 1703, en un livre orné de nombreuses gravures. Selon Dirk Van der Cruysse, le récit de ce voyage est un des plus captivants de l'époque. Le titre en est : Voyage du Sieur Paul Lucas au Levant (Paris, G. Vandive, 1704, deux tomes). Ce voyage a été accompli de Alep à Paris en passant par Beyrouth, Saïda, Chypre, Égypte, Livourne et Marseille, entre octobre 1704 et septembre 1708 en compagnie du jeune syrien chrétien maronite d'Alep Hanna Dyâb.
Il reçoit en 1708 le titre d'« antiquaire du roi ».
En 1711 il devint officier de la Maison de la Duchesse de Bourgogne, épouse du Petit dauphin. Il publie en 1712, chez Nicolas Simart, successeur de feu Guillaume Vandive, son nouveau voyage d'octobre 1704 à septembre 1708. Le titre de ce second ouvrage est : Voyage du Sieur Paul Lucas fait par ordre du Roy dans la Grèce, l'Asie Mineure, la Macédoine et l'Afrique (Paris N. Simart, 1714, deux tomes).
Ces livres sont traduits en anglais et en allemand. Paul Lucas effectue également un quatrième et un cinquième voyage au Levant de mai 1714 à novembre 1717, ce qui lui fournit l'occasion de publier un Troisième voyage du sieur Paul Lucas, fait en 1714, par ordre de Louis XIV dans la Turquie, l'Asie, la Syrie, la Palestine, la Haute et Basse-Egypte, etc. (Rouen, R. Machuel le jeune, 1719).
La réception de ses ouvrages est plutôt favorable. Ils connaissent un important succès de librairie mais sont accueillis avec réserves par les scientifiques car ils n'entrent pas dans les codes classiques des récits d'explorateurs. Ainsi, ses propos sont mis en doute et il est accusé d'affabulations. Mais dès le milieu du XIXe siècle, il connaît des défenseurs tel Charles-Aimé Dauban qui écrit « [...] Ses relations, malgré quelques erreurs, renferment les renseignements les plus complets et les plus exacts qui eussent été jusqu'alors produits sur ces contrées ». De nos jours, l'importance de ses récits est démontrée. Il a véritablement visité et décrit de nombreux sites archéologiques et établit des cartes précises pour son époque. On peut y remarquer, contrairement aux usages du temps, l'absence du merveilleux. Il est ainsi le premier explorateur de la basse Égypte et surtout le découvreur du temple d'Isis (Behbeit el-Hagar).
Il se marie en 1720. Cette même année, il écrit à Louis XIV que le revêtement des pyramides égyptiennes serait en ciment et non en pierres. L'hypothèse est reprise en 1777 dans un ouvrage de Julien-Pierre de la Faye puis dans la théorie sur la construction des pyramides égyptiennes à base de pierres moulées.
Paul Lucas meurt à Madrid le 12 mai 1737.